# Stéphane Badul
Stéphane Badul (sinh ngày 3 tháng 2 năm 1983) là một cầu thủ bóng đá người Mauritius hiện tại thi đấu cho Petite Rivière Noire SC ở Mauritian League ở vị trí tiền vệ.

## Sự nghiệp

### Sự nghiệp chuyên nghiệp
Badul từng thi đấu cho nhiều câu lạc bộ ở Mauritius, gồm ASVP và Petite Rivière Noire SC, đội bóng hiện tại.

#### Tranh cãi
Trong mùa giải Mauritian League 2011, ASPL 2000 buộc tội Badul và đội bóng Petite Rivière Noire SC vì tích lũy số thẻ vàng không đúng. MFA nhìn vào sự việc và ra lệnh cấm Badul không tham gia các hoạt động bóng đá trong nước trong vòng 6 tháng.

### Sự nghiệp quốc tế
Badul đại diện Mauritius kể từ năm 2007.